# Henrik Douverman
Heinrich Douvermann (aussi  Heinrich Douwermann, Henrik Douvermann, ou Douverman) né probablement vers 1480 à Dinslaken et mort probablement en 1543 à Kalkar) est un sculpteur sur bois allemand et figure parmi les artistes les plus significatifs de la région du Bas-Rhin de son époque. 

## Biographie

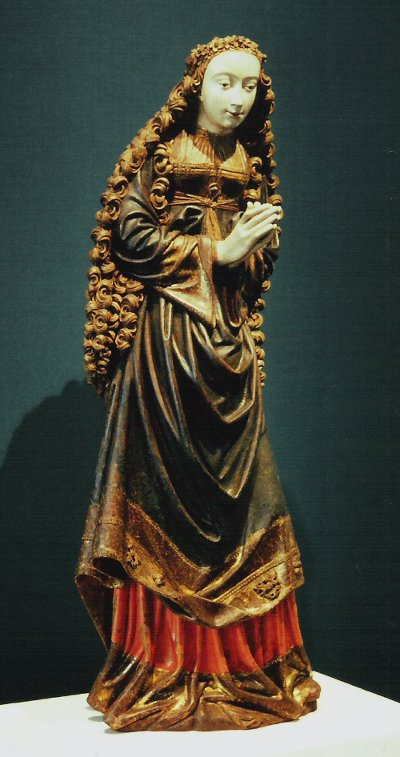
« Maria Immaculata » de Heinrich Douvermann. Elle se trouve actuellement à Birgden, près d'Aix-la-Chapelle (photo Dr. Barbara Rommé, Stadtmuseum Münster).

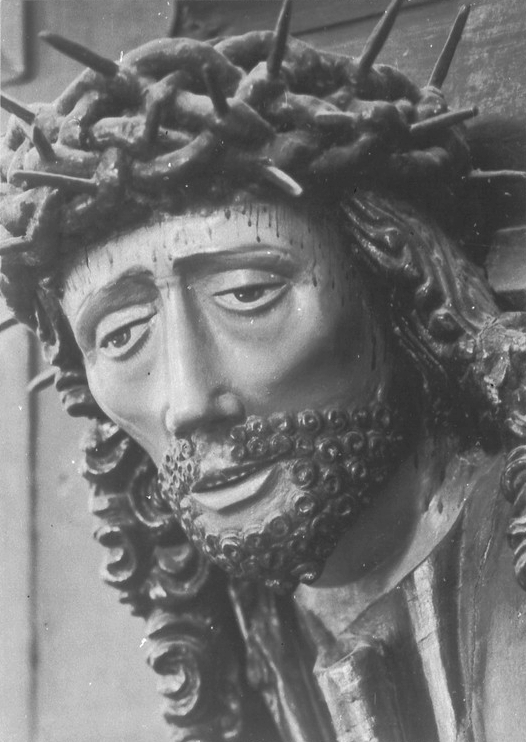
Tête de Christ portant la croix, à Goch-Pfalzdorf.

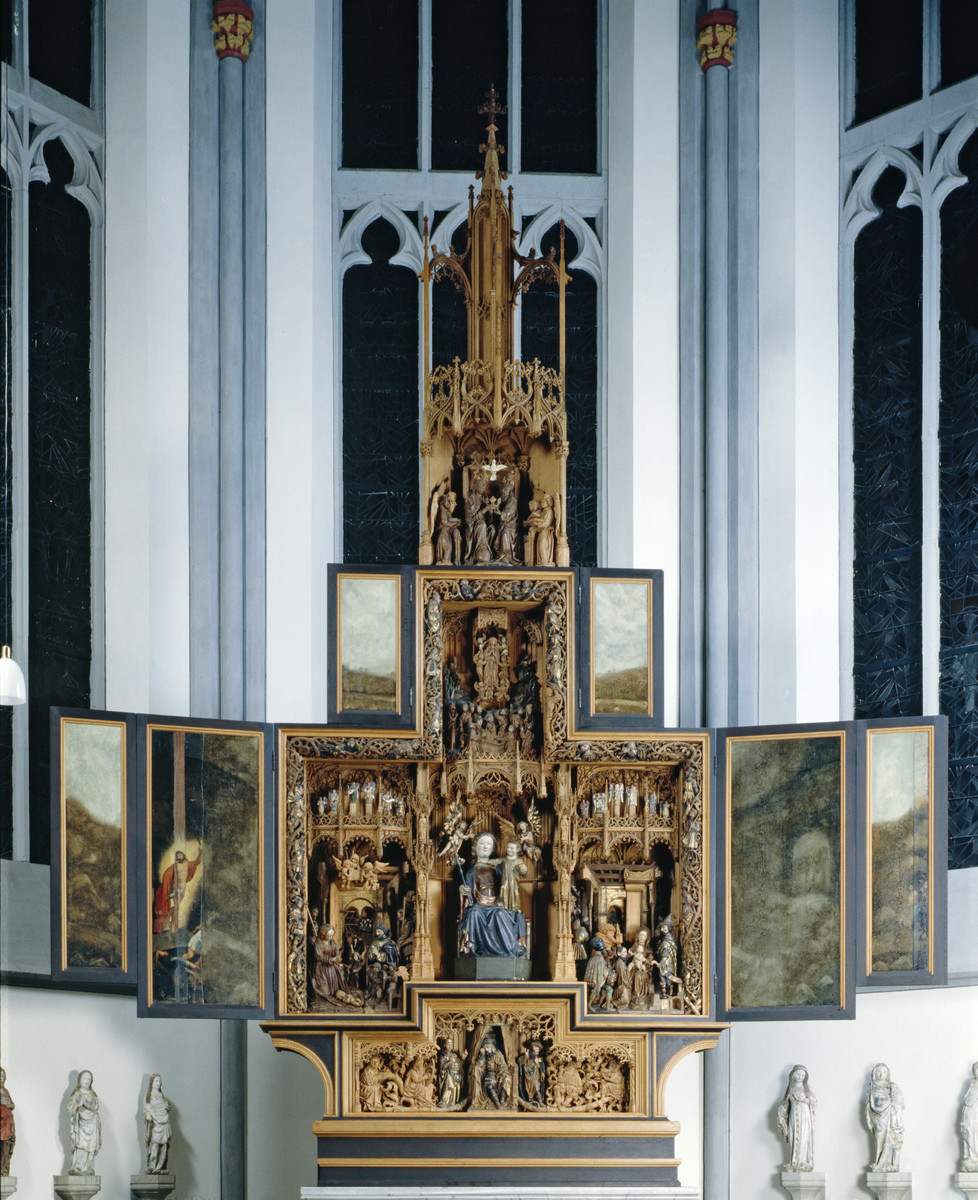
Retable de Marie dans la Stiftskirche de Clèves.

Douvermann est né à Dinslaken, aux alentours de 1480 ou peu après,. D'après des similitudes stylistiques, il a été formé à partir de 1510 par Dries Holthuys (de) à Clèves. La base de cette comparaison sont les sculptures de Jean l’Évangéliste et d'André créées vers 1504 dans le cycle des apôtres de l'ancienne église des Minimes de l'Immaculée Conception à Clèves. Les sculptures montrent déjà une certaine indépendance par rapport aux apôtres, qui ont été exécutés par son maître et son condisciple Henrick van Holt (vers 1480/1490-1545/1546). Barbara Rommé a reconnu en 2003, dans la figure d'Anne du groupe de Saint-Anne Trinitaire du Musée Kurhaus Kleve, une œuvre de jeunesse de Douverman, possiblement son œuvre d'examen de compagnonnage.
Douverman part ensuite vraisemblablement en tournée de compagnonnage, probablement dans le sud des Pays-Bas. Deux opinions contraires subsistent dans la recherche actuelle sur un séjour dans le Sud de l’Allemagne, celle de Rommé qui estime que Douverman a été influencé par les sculpteurs d'Ulm Jörg Syrlin l'Ancien (vers 1425-1491 à et Jörg Syrlin le Jeune (vers 1455-1521),  et celle de Goeltzer qui nie une incorporation d'éléments du courant de la sculpture d'Ulm. Il est attesté  que Douverman accepte en 1510 un contrat pour conception du retable de Marie de l'église de l'Assomption de Clèves, ancienne église collégiale et maintenant paroissiale catholique, retable en grande partie détruit en 1944. L'architecture du retable et sa conception sont de lui; les pièces figuratives ont cependant été réalisées par l'atelier de Holthuis. Les sculptures de la Vierge Marie et Jean l’Évangéliste de la collégiale de Clèves datent aussi approximativement de 1510. 
Il installe son premier atelier à Clèves en 1514. Probablement en raison de dettes - Douverman était condamné pour une rupture de contrat à payer une forte pénalité - et à cause d'une «conduite immorale» Douverman quitte la ville et déménagé en 1515 à Kalkar, où il est attesté en tant que citoyen depuis 1517. C'est là qu'il crée ses œuvres les plus connues, pour l'église Saint-Nicolas de Kalkar notamment.

## Éléments stylistiques

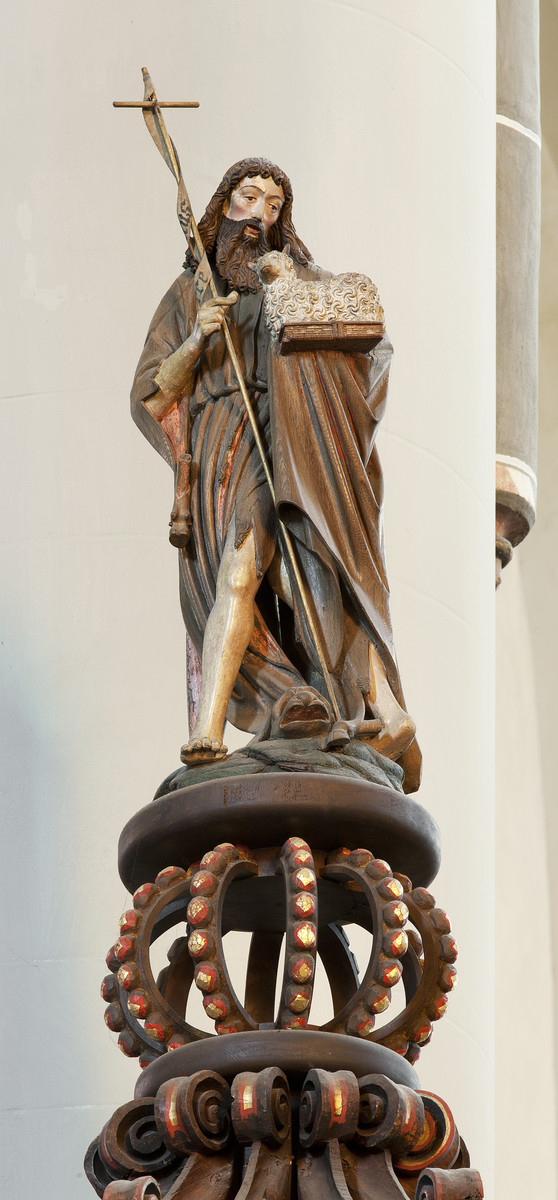
Jean Baptiste, Église Saint-Nicolas (Kalkar).

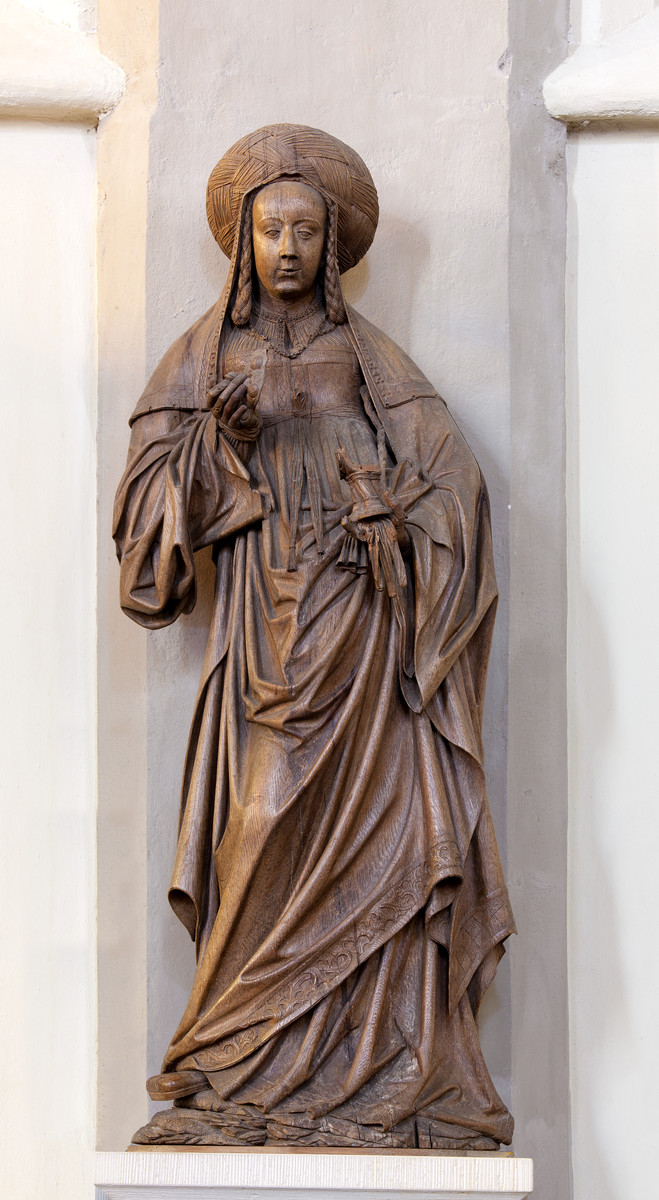
Marie Madeleine, Église Saint-Nicolas (Kalkar).

Il accompagne dans sa période créative (1510-1540 environ)  le changement progressif de style de la période du gothique tardif vers début du maniérisme, sans toutefois renoncer à  certaines caractéristiques fondamentales de l'art des retables du Bas-Rhin de la fin du Moyen Âge: arrangement des scènes en compartiments à profondeur spatiale, plénitude des groupes débordant de personnages le plus souvent de petite taille, élévation du centre du sanctuaire généralement sans fioritures, tendance à disposition horizontale, large prédelle généralement indivise avec un arbre de Jesse pris dans le déploiement des branches tressées, encadrement par branches décorés de figures,  élaboration de formes de voûte en stalactites en auvents des scènes. Le fond de l'écrin est toujours fermé en direction des fenêtres lumineuses du chœur. Il reçoit donc sonéclairage de la même direction à partir de laquelle les fidèles le regardent. Il en résulte une impression de profondeur considérable des compartiments due à  la légère baisse de lumière, et une obscurité crépusculaire qui devient encore plus mystérieuse par les nombreuses figurines et les ornements en surplomb. Dès son premier autel, Douverman renonce à la couleur qui était de rigueur depuis le début de la sculpture en bois européenne a été fixé loi et n'est abandonné que dans la période du gothique tardif (Riemenschneider). Ici, Douverman prouve clairement qu'il est parmi les artistes post-médiévaux.

## Œuvres (sélection)

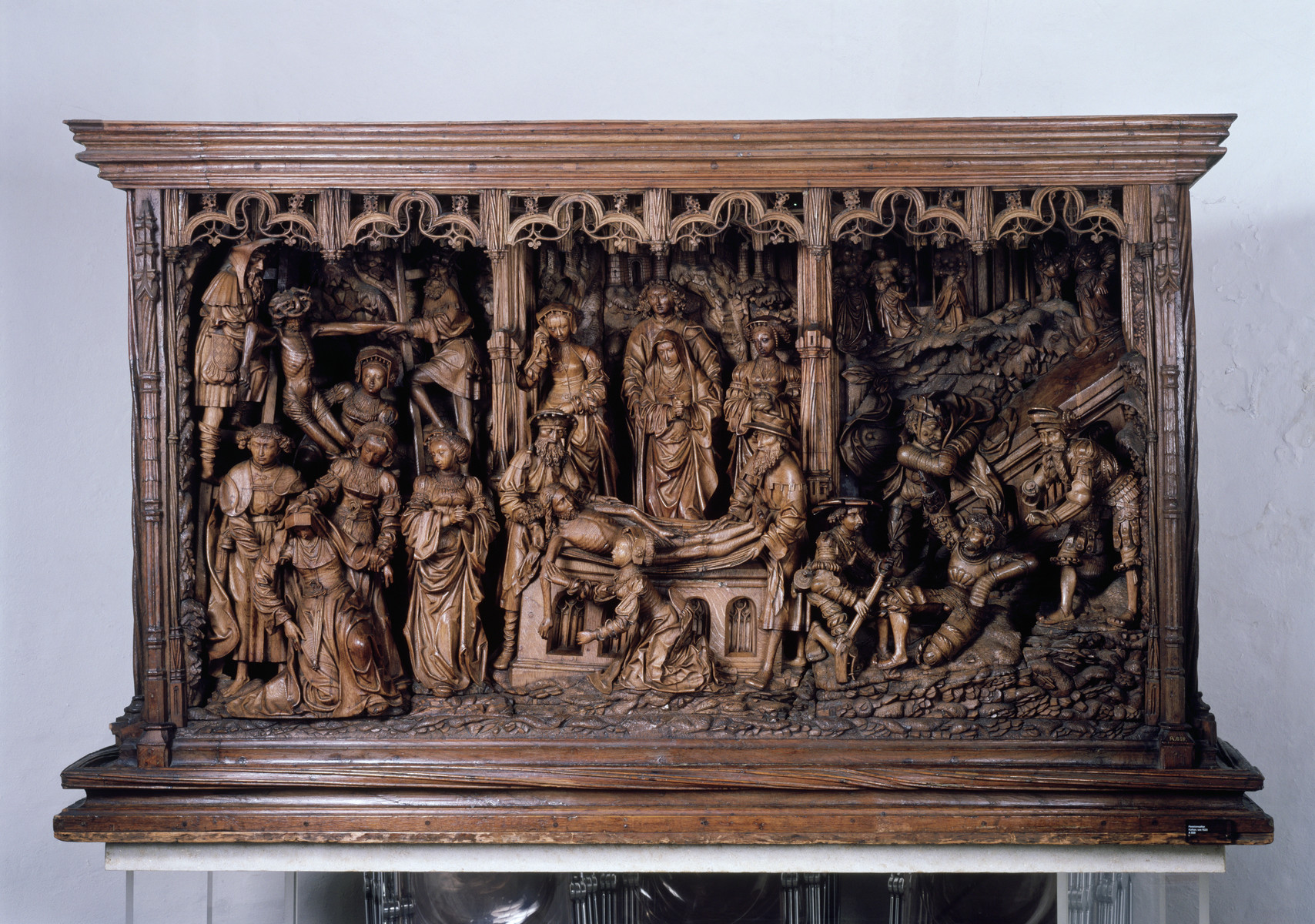
Prédelle du retable de Marie de la cathédrale Saint-Victor de Xanten.

- 1504: Statues de Jean et André de l'église de l'Immaculée Conception à Clèves.
- 1510: Retable de Marie de l'église de l'Assomption de Clèves (conception).
- 1510: Sculptures de la Vierge Marie et Jean l’Évangéliste de l'église de la l'Immaculée Conception à Clèves.
- 1510: Marie allaitant Jésus, Deutsches Museum, Berlin.
- 1518-1520: Sainte Ursule, Rijksmuseum Amsterdam, sainte Marguerite, Bodemuseum, Berlin.
- 1518-1522: Retable des sept douleurs de l'église Saint-Nicolas de Kalkar, son œuvre la plus connue.
- 1530: Marie Madeleine, initialement à l'église dominicaine, maintenant église Saint-Nicolas de Kalkar.
- 1528-1529: « Modernisation » du « Marienleuchter »  commencé en 1508 par Henrik Bernts (um 1450-1509) et poursuivi par Kerstken van Ringenberg.
- 1536: Retable de Marie de la cathédrale Saint-Victor de Xanten; conception et  prédelle de Douverman, exécution de Henrik van Holt Arnt van Tricht.
- 1540: Retable de la Trinité de l'église Saint-Nicolas de Kalkar.

## Retable des sept douleurs
Entre 1518 et 1521, Douverman créé le retable des sept douleurs de Marie de l'église Saint-Nicolas de Kalkar qui est l'une de ses œuvres les plus vastes et les mieux connues. Elle  contient 150 figures sculptées devant un cadre architectural et paysager très détaillé. 

Retable des sept douleurs de Marie, église Saint-Nicolas de Kalkar
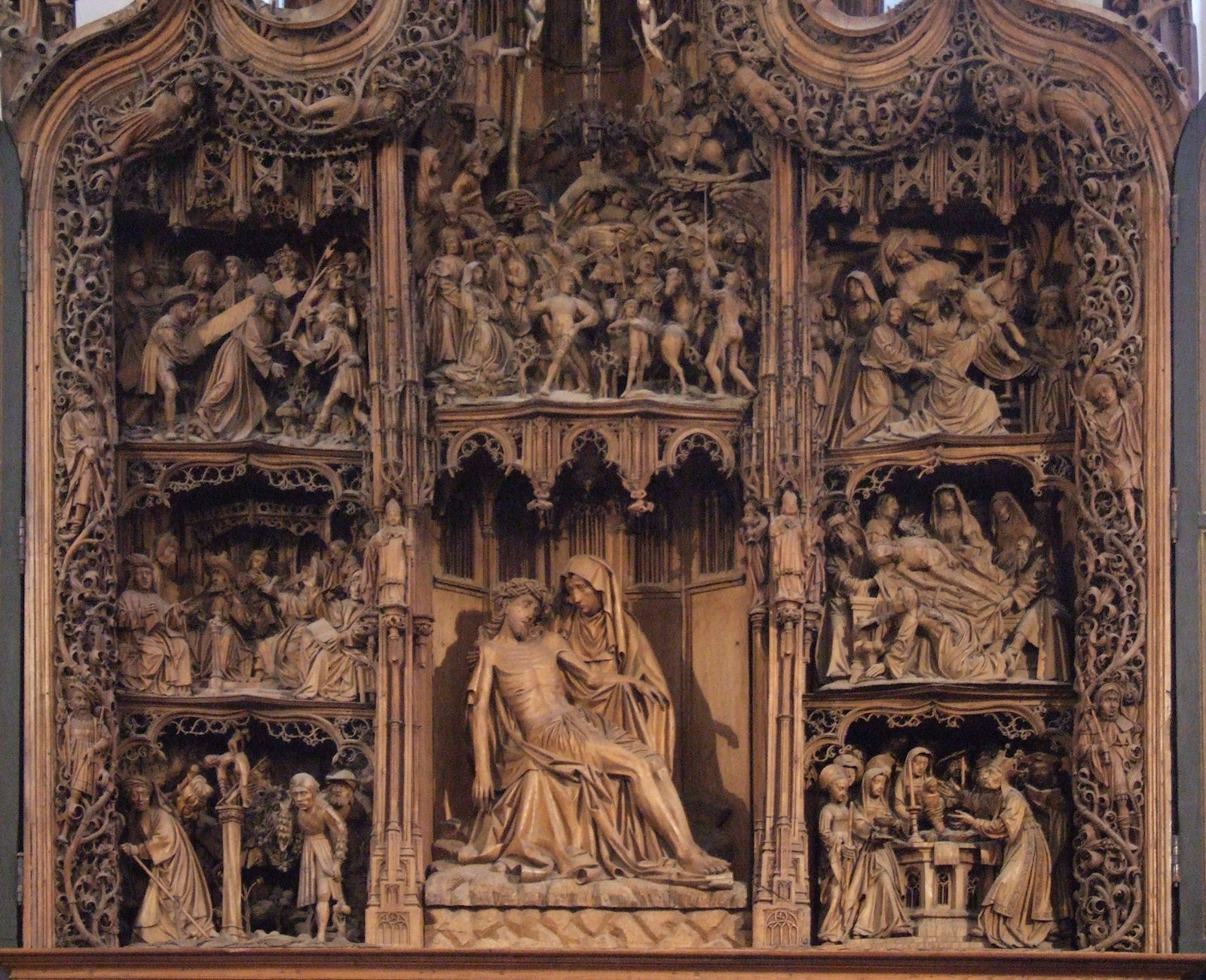
Compartiments centraux
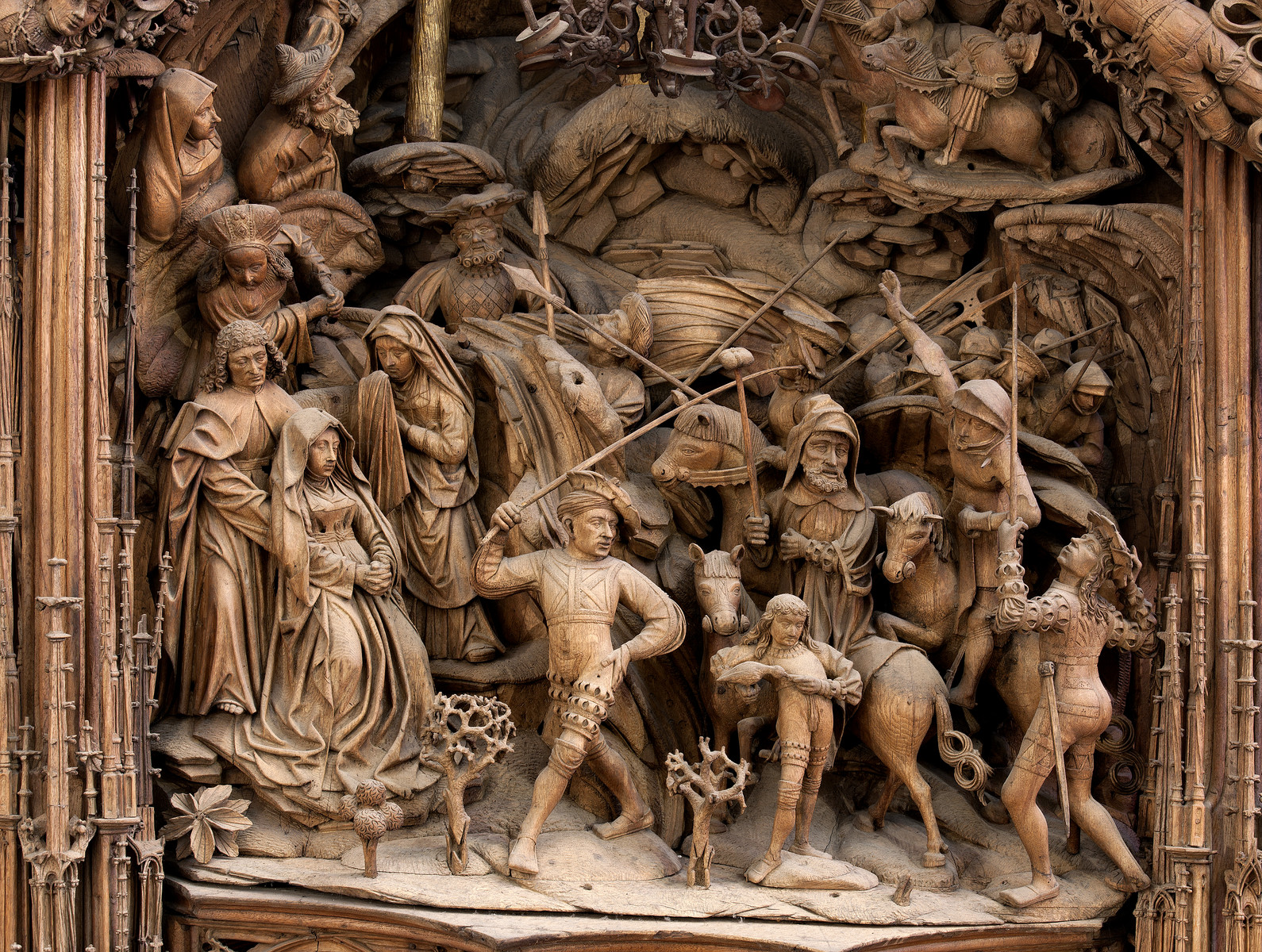
Foule au pied de la croix
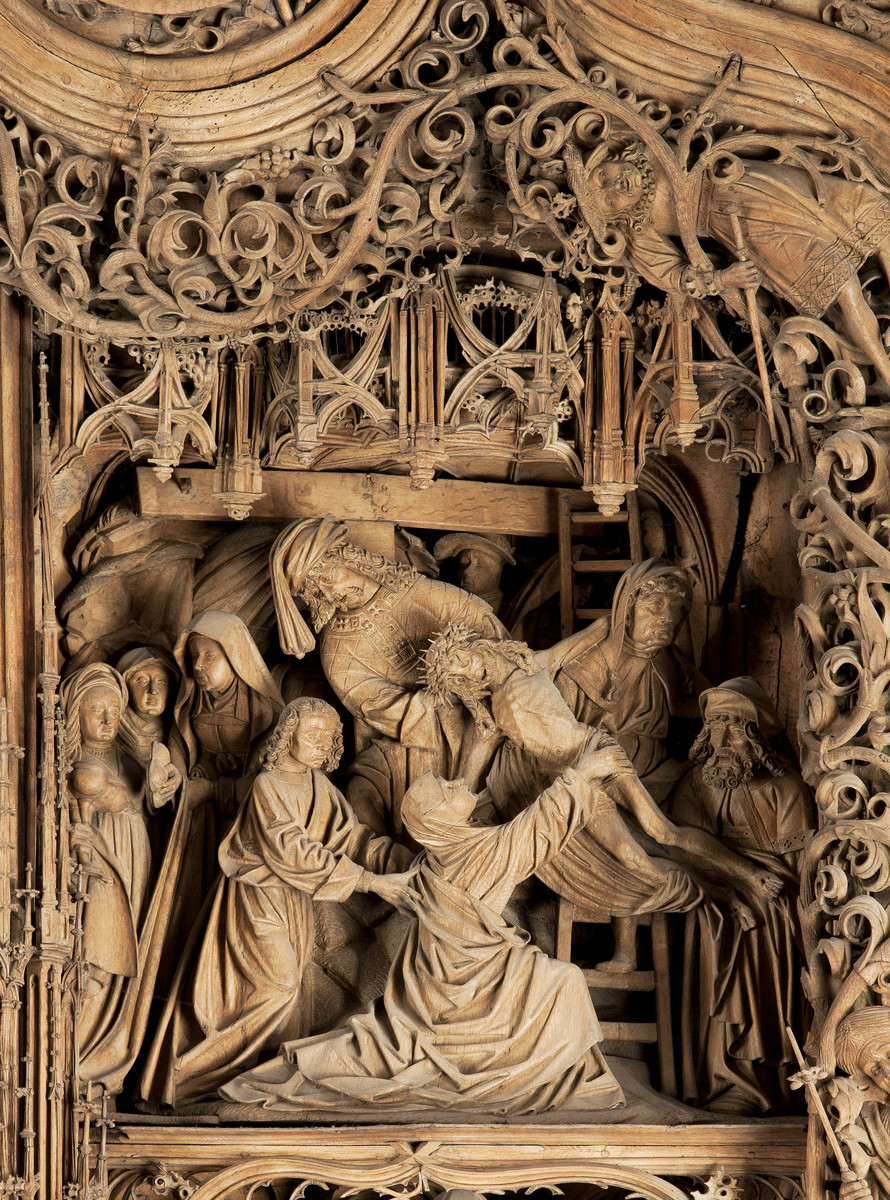
Descente de croix
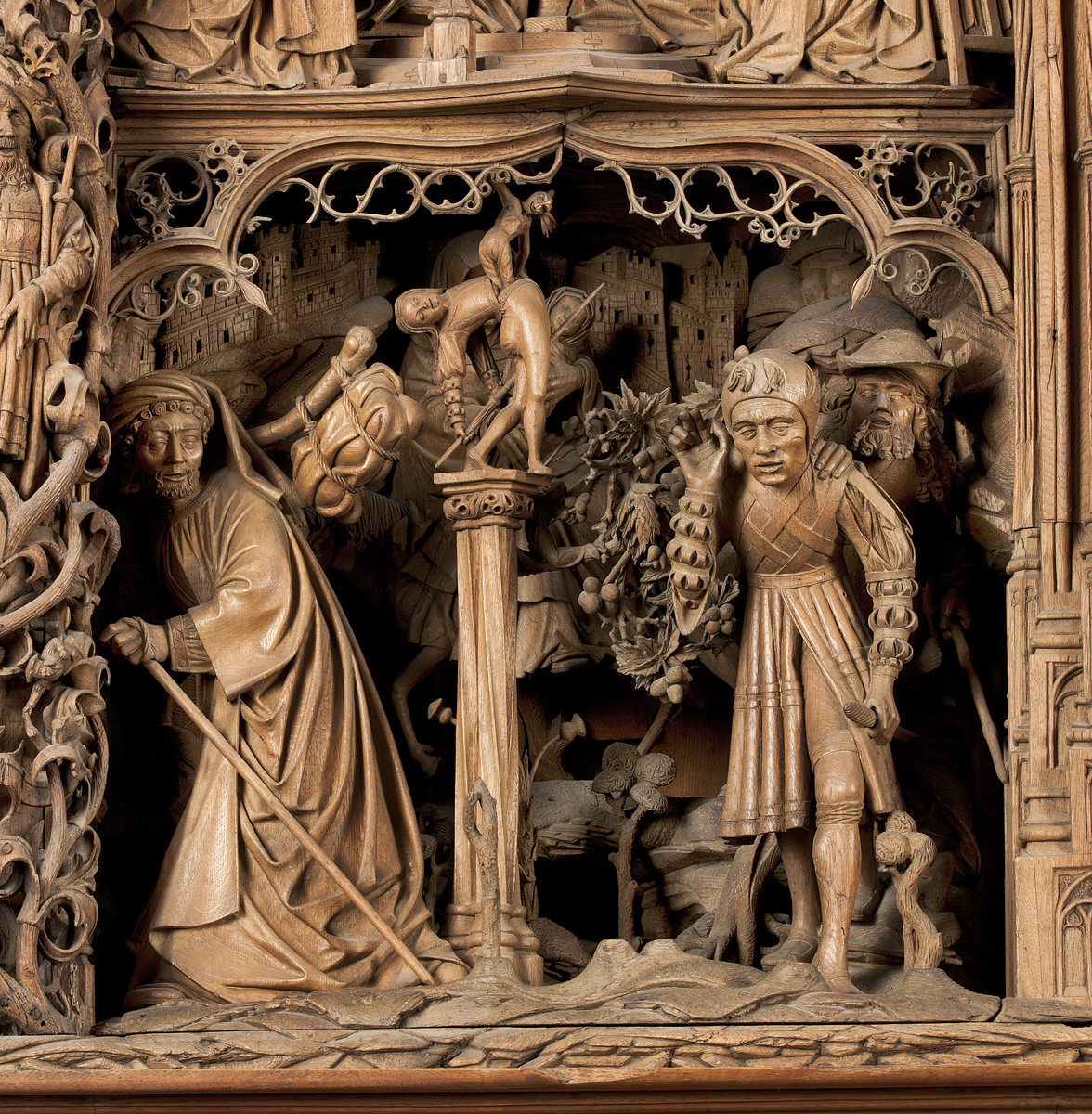
Fuite en Égypte
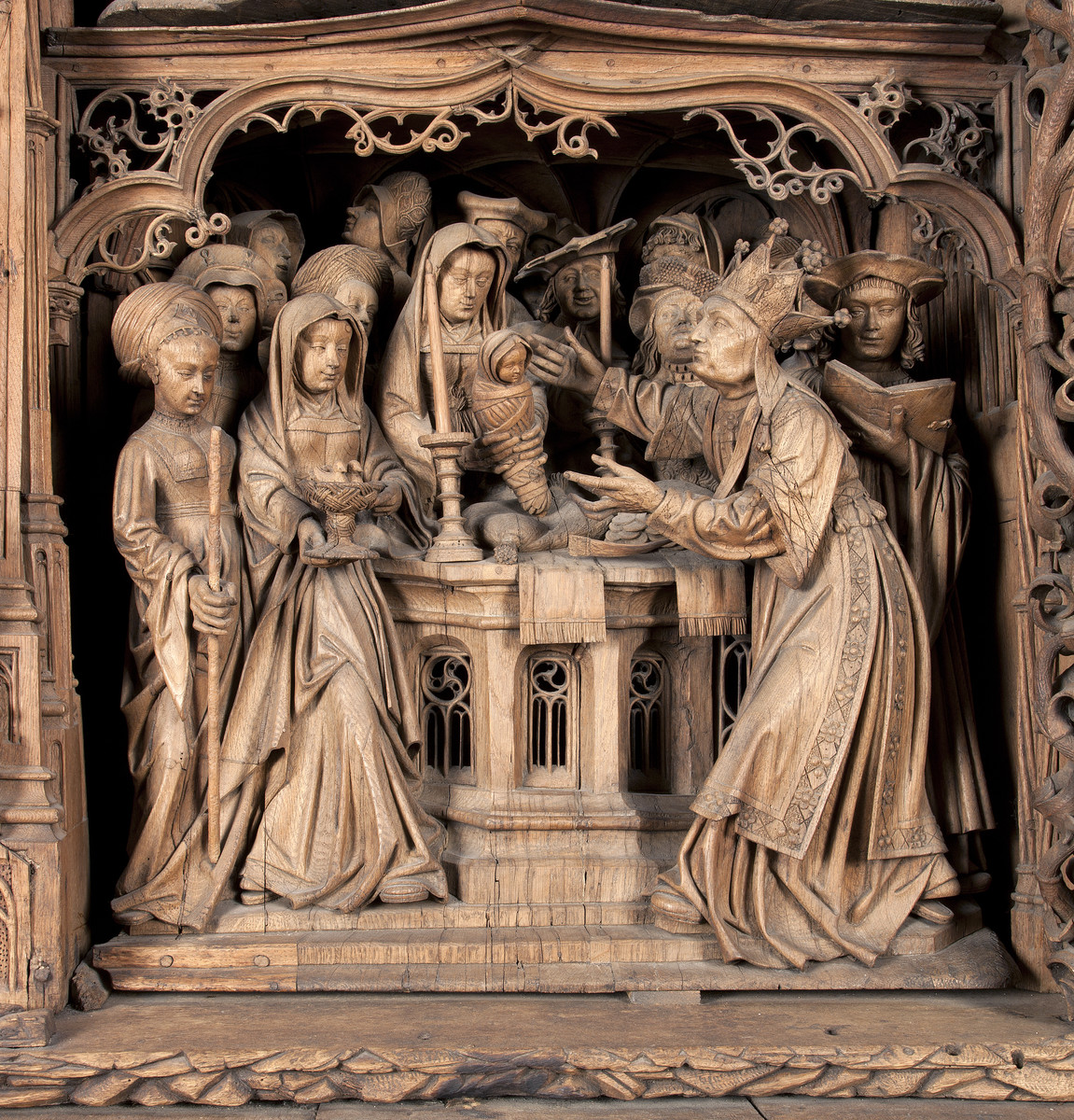
Présentation au temple
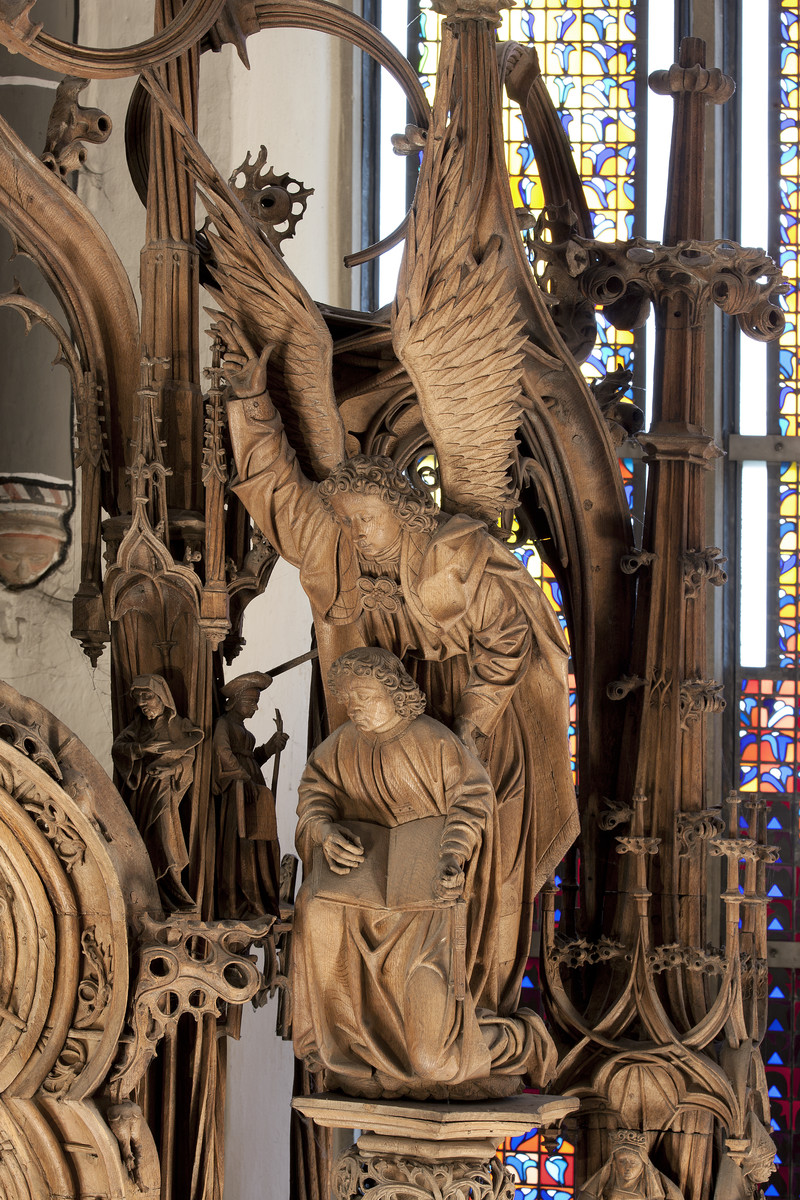
Saint Jean et l'ange de l’apocalypse
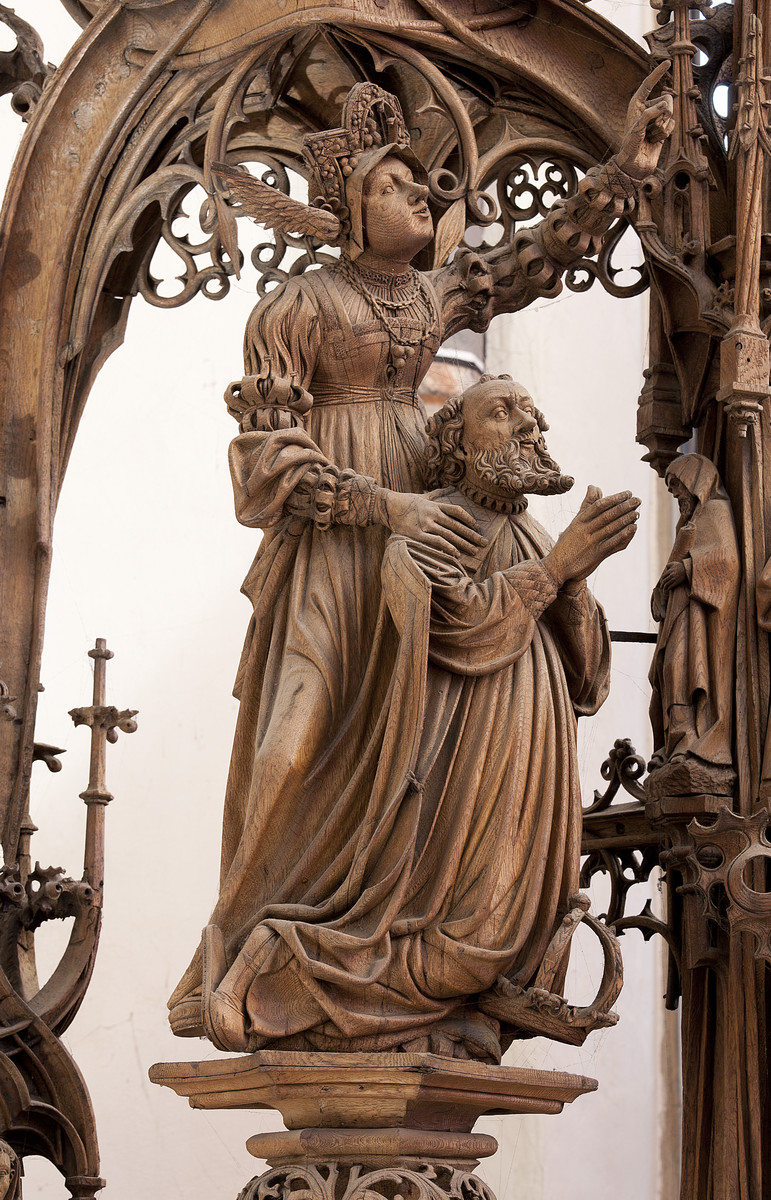
Sibylle tiburtine et Auguste
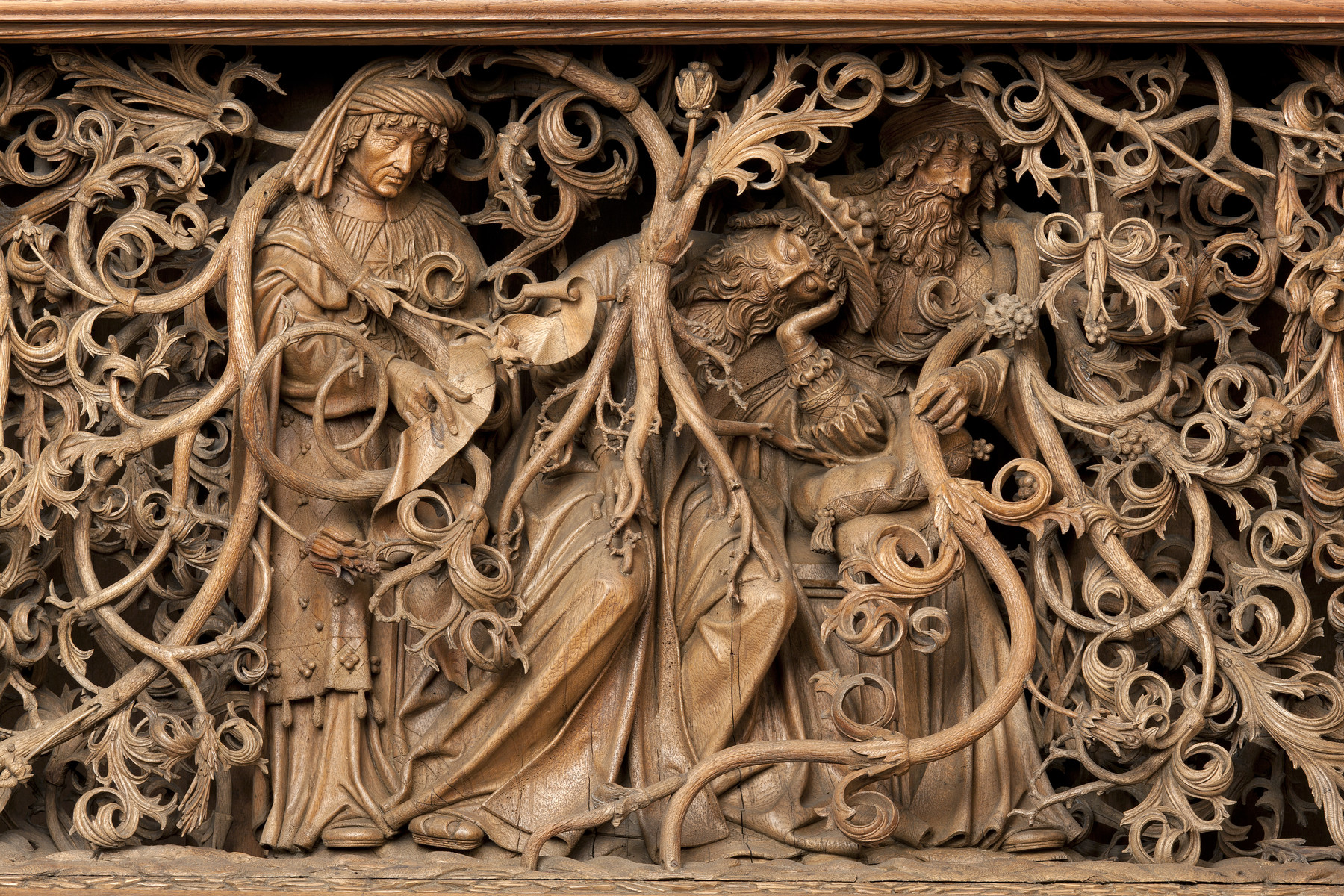
Jessé dans la prédelle
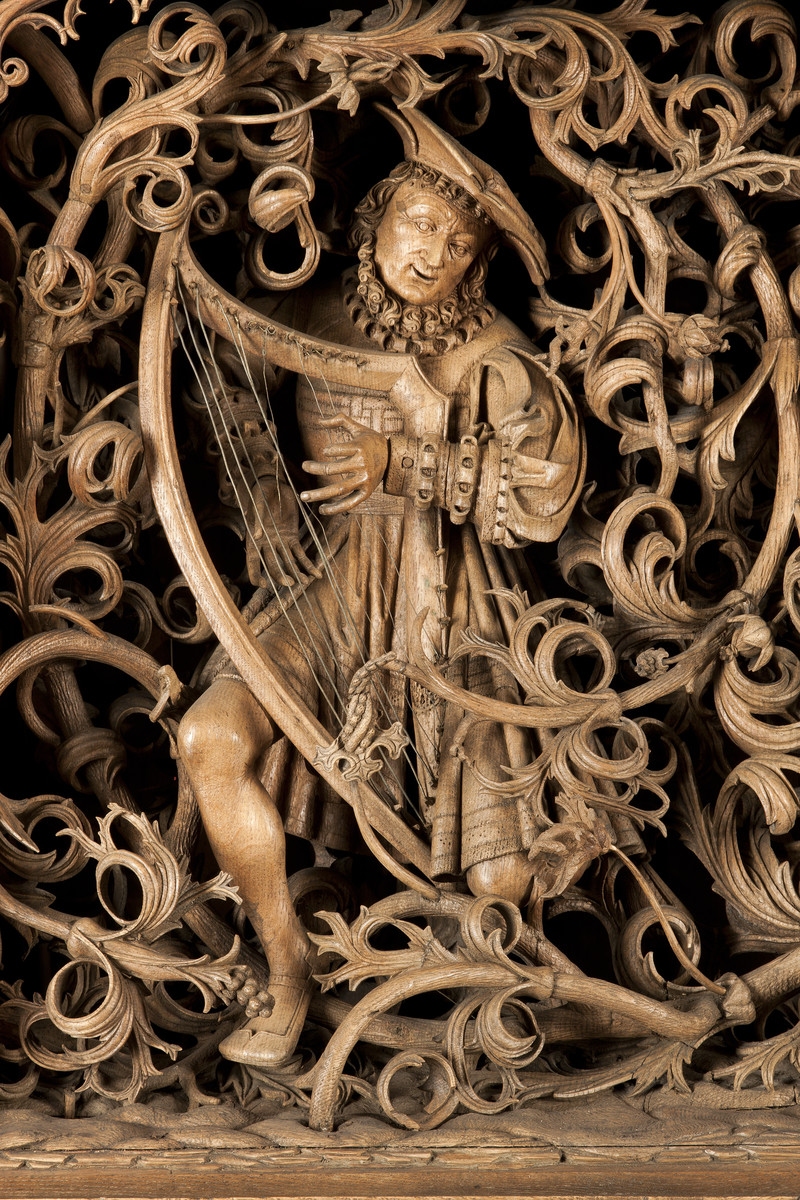
David dans la prédelle
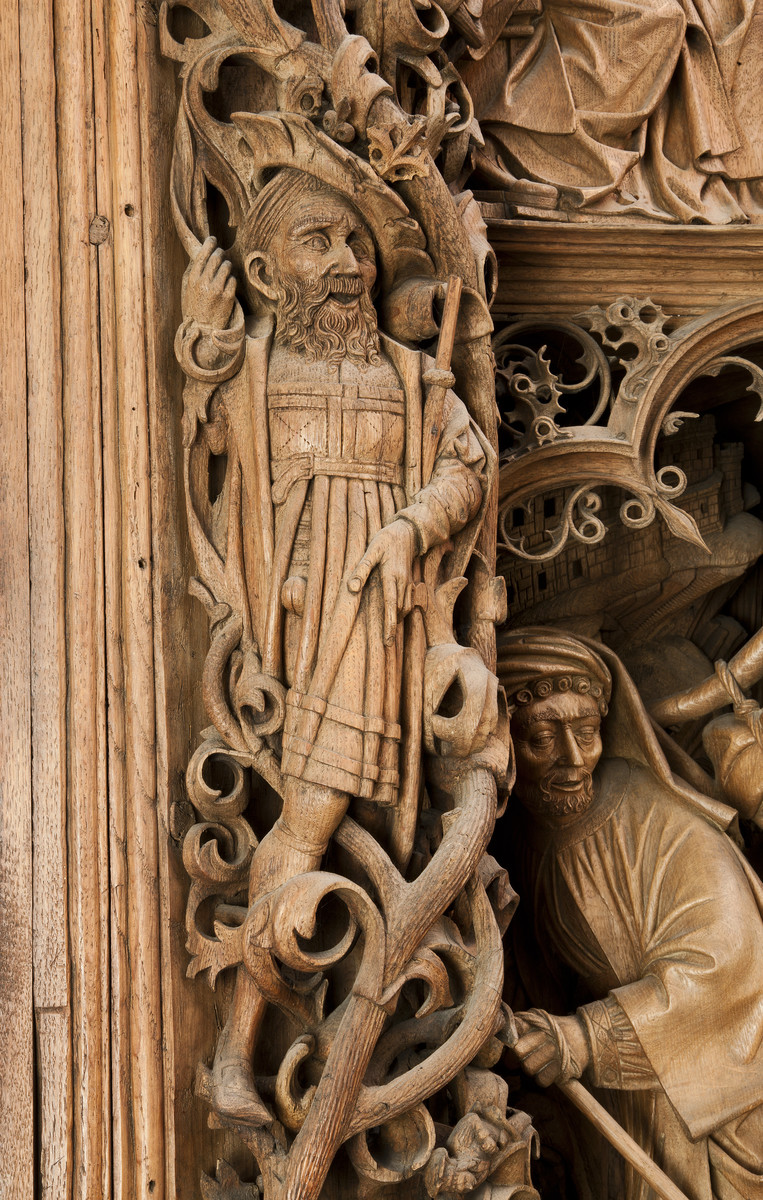
Détail dans une branche
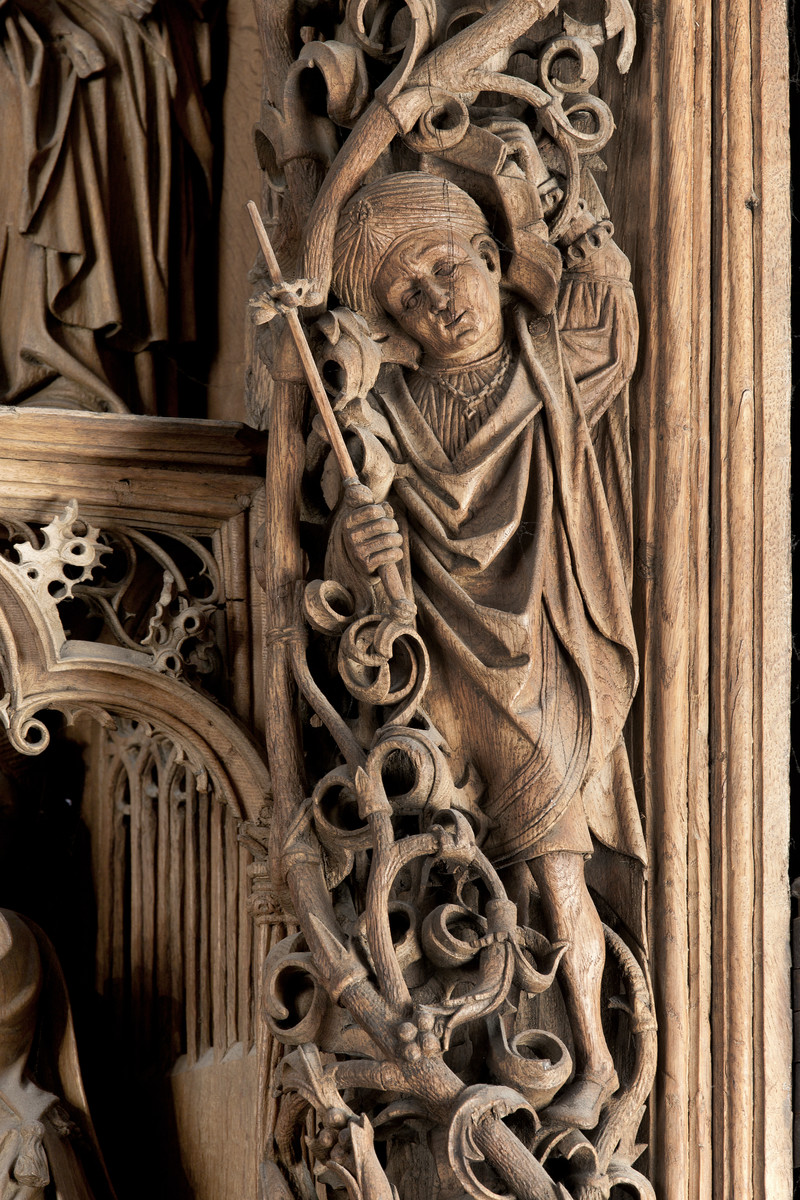
Détail dans une autre branche